# جيوفاني فيناتي
جيوفاني فيناتي (بالإنجليزية: Giovanni Finati) (1786 - 1829 ؟)، رحالة إيطالي. غلب على رحلاته طابع المغامرة.
ولد في فيرارا (Ferrara) بإيطاليا، وبدأ حياته قسيساً، ثم انتقل للعمل مع جيش نابليون، لكنه هرب من الخدمة العسكرية ليقع أسيرا في أيدي القوات العثمانية، ورفض خلال أسره الدخول في الإسلام فأجبر على العمل في المحاجر، ثم أعلن إسلامه وتسمى بمحمد، وأصبح حاملاً للمزمار لأحد القادة الأتراك، ثم هرب إلى مصر بعد اكتشاف القائد التركي أنه قد أغوى زوجته.

## حياته ومغامراته في جزيرة العرب
التحق فيناتي بعد هروبه لمصر بالحرس الشخصي لمحمد علي باشا، ثم ألحق بجيش طوسون في الحجاز حيث تلقى أولى هزائمه هناك مما جعل جيوفاني يهرب ليحتمي بمكة المكرمة، التي وصفها بأنها مدينة قد لا تكون كبيرة أو جميلة، ولكنها تملك شيئا يجبر المرء على الخشوع والشعور بالرهبة.
حين وفد محمد علي باشا إلى الحجاز استعطفه جيوفاني واعتذر عن هروبه فأعاد تعيينه، وخاض بعض المعارك، قبل أن يعود إلى مصر ليعمل مترجما لأحد الإنجليز.
وقد دون فيناتي تفاصيل حياته ومغامراته، ولاحقا صدرت ترجمة عربية عن دار بلاد العرب للنشر والترجمة للكتاب المأخوذ عن مذكراته التي دونها، بعنوان “جيوفاني فيناتي.. حياته ومغامراته في جزيرة العرب (عام 1811م)” قدم له وحرره وراجعه الأستاذ الدكتور محمد بن عبد الله آل زلفة، أستاذ علم التاريخ بجامعة الملك سعود بالرياض، وعضو مجلس الشورى السعودي سابقا. 
وجاء في مقدمة الكتاب “نحن بتقديم هذا الكتاب إلى القارئ السعودي والعربي، أمام قصة شاب من إيطاليا، دفعه القدر لخوض مغامرة عجيبة في حياته، لم يسع إليها، ولم يخطط لها، بل قدره دفعه لخوضها، ومن حسن حظنا أنه سجل وقائع مغامراته التي دفع إليها دفعا لنجد فيها تسجيلا لوقائع أحداث كانت بعض أجزاء من بلادنا مسرحا لوقوعها. كان جيوفاني فيناتي مع الدفعة الأولى من جيش محمد علي المتوجه إلى الحجاز بقيادة طوسون باشا بن محمد علي. يقص بشكل مفصل استيلاء جيش محمد علي على ينبع، ثم قصة أول التحام بين جيش الدولة السعودية الأولى، وبين جيش المصريين في مضيق الصفراء والجديدة وكيف انتهت بهزيمة منكرة لجيش طوسون باشا. ولم نعثر في أي مصدر على وصف لوقائع هذه المعركة أفضل مما نجده في قصة جيوفاني الذي كان مشاركا فيها”.
قسم جيوفاني كتابه إلى سبعة فصول أساسية، بدأها بالحديث عن حياته وسيرته الشخصية في الفصل الأول، ثم تطرق للحديث عن دخوله في خدمة جيش محمد علي باشا والي مصر في ذلك الزمان، وعن استعدادات الحملات العثمانية للتحرك وغزوها للجزيرة العربية، والنتائج المترتبة عليها، وانتهاء بالفصل السابع الذي تحدث من خلاله عن الأوضاع السياسية وترديها في مصر بعد انقضاء تلك الحملات على الحجاز وعسير وأجزاء متفرقة من إقليم نجد، وما آل إليه وضع الدولة العثمانية من ضعف لدى تمرد جنودها على واليها محمد علي بالقاهرة.